# Lothar Peter
Lothar Peter (* 1942 in Klagenfurt am Wörthersee) ist pensionierter Professor für Soziologie der Universität Bremen mit dem Schwerpunkt Industrie- und Betriebssoziologie und später Allgemeiner Soziologie.

## Leben
Nach dem Abitur 1962 in Kassel studierte Peter von 1962 bis 1969 Soziologie, Politikwissenschaft und Germanistik in Marburg und Genf. 1966/67 arbeitete er als Lehrer am Goethe-Institut in Finnland. Mit einem Promotionsstipendium der Stiftung Mitbestimmung (1969–1971) erfolgte 1971 die Promotion zum Dr. phil. an der Philipps-Universität Marburg bei Wolfgang Abendroth und Heinz Maus. 1971/1972 war Peter Assistent am Institut d`Allemand der Universität Paris III, 1972 übernahm er die Vertretung einer vakanten Professur an der Marburger Universität. 1973 folgte dann die Berufung an die Universität Bremen auf eine Professur für Industrie- und Betriebssoziologie, die später um die Allgemeine Soziologie erweitert wurde.
Von 1965 bis 1970 gehörte Peter dem Sozialistischen Deutschen Studentenbund an.
1992 erhielt er den dritten Fritz-Thyssen-Preis für die besten sozialwissenschaftlichen Zeitschriftenbeiträge in deutscher Sprache (Kölner Zeitschrift für Soziologie und Sozialpsychologie 1990). Seit dem Jahr 2005 ist Peter pensioniert.
Politisch engagierte sich Lothar Peter in den 1970er und 1980er Jahren für die DKP und gehörte von 1983 bis 1989 dem Wissenschaftlichen Beirat des DKP-eigenen Institut für Marxistische Studien und Forschungen an; bereits seit 1970 hatte er mit dem Institut eng zusammengearbeitet. Im Jahr 1991 trat Peter aus der DKP aus. Nach 1990 versuchte er auf der wissenschaftlichen
Ebene, marxistische Auffassungen und nicht-marxistische gesellschaftskritische Theorien und Diskurse, insbesondere die Soziologie Pierre Bourdieus, aber auch Aspekte des Feminismus, des linken Kommunitarismus von Charles Taylor und andere theoretische Elemente, einander anzunähern.
Lothar Peter war mit Helge-Ulrike Hyams verheiratet.

## Forschungsgebiete
- Arbeits-, Industrie- und Betriebssoziologie
- Soziologische Theorie/Geschichte der Soziologie
- Soziologie in Frankreich
- Arbeitsbeziehungen
- Marxistische Soziologie

## Mitgliedschaften in Berufsverbänden/wissenschaftlichen Vereinigungen
- Mitglied der Deutschen Gesellschaft für Soziologie
- Vertrauensdozent der Linkspartei-nahen Rosa-Luxemburg-Stiftung
- Hans-Böckler-Gesellschaft
- Bund demokratischer Wissenschaftlerinnen und Wissenschaftler

## Schriften

### Bücher
- mit Frank Deppe, Hellmuth Lange (Hrsg.): Die neue Arbeiterklasse. Technische Intelligenz und Gewerkschaften im organisierten Kapitalismus. Europäische Verlagsanstalt, Frankfurt am Main 1970, ISBN 3-434-10027-X.
- Klassenkämpfe in Frankreich heute. Marxistische Blätter, Frankfurt am Main 1972.
- Literarische Intelligenz und Klassenkampf: „Die Aktion“, 1911–1932. Pahl-Rugenstein, Köln 1972, ISBN 3-7609-0053-4 (zugleich Dissertation unter dem Titel Das Verhältnis von Schriftstellern zum politischen Engagement am Beispiel der Zeitschrift Die Aktion 1918–1925. Marburg 1971).
- mit Peter Hinrichs: Industrieller Friede? Arbeitswissenschaft Rationalisierung und Arbeiterbewegung in der Weimarer Republik. Pahl-Rugenstein, Köln 1976, ISBN 3-7609-0265-0.
- Zwischen Reformpolitik und Krise. Gewerkschaften in Frankreich 1980–1985. Institut für Marxistische Studien und Forschungen, Frankfurt am Main 1985, ohne ISBN.
- mit Johannes M. Becker, Frank Deppe: Das Französische Experiment. Dietz, Berlin/Bonn 1985, ISBN 3-8012-3015-5.
- Dogma oder Wissenschaft? Marxistisch-leninistische Soziologie und staatssozialistisches System in der DDR. IMSF, Frankfurt am Main 1991, ISBN 3-88807-093-7.
- mit Christoph Butterwegge und Projektgruppe „Konversion in Betrieb und Gesellschaft“: Rüstungskonversion in der Region. Studien zum Konversionsprozess im Unterweserraum. Agenda, Münster 1997, ISBN 3-929440-96-2.
- mit Stephan Moebius (Hrsg.): Französische Soziologie der Gegenwart. UVK, Konstanz 2004, ISBN 3-8252-2571-2.
- Marx an die Uni. Die „Marburger Schule“. Geschichte, Probleme, Akteure. PapyRossa, Köln 2014, ISBN 978-3-89438-546-0.
  - englisch: Marx on Campus. A Short History of the Marburg School, Brill, Leiden 2019, ISBN 978-90-04-41016-9.
  - als amerikanische Taschenbuchausgabe: Marx on Campus. A Short History of the Marburg School. Übersetzt von Loren Balhorn, Haymarket Books, Chicago 2020, ISBN 978-1-64259-336-5.
- Georg Lukács. Kultur, Kunst und politisches Engagement. Springer VS, Wiesbaden 2016, ISBN 978-3-658-11457-2.
- Umstrittene Moderne. Soziologische Diskurse und Gesellschaftskritik. Springer VS, Wiesbaden 2016, ISBN 978-3-658-13729-8.

### Zeitschriftenaufsätze, Buchbeiträge (Auswahl)
- Legitimationsbeschaffung oder „machtkritische Subkultur“? Marxistisch-leninistische Soziologie und Systemverfall in der DDR. In: Kölner Zeitschrift für Soziologie und Sozialpsychologie, 42.  Jg., 1990, H.  4, S. 611–642.
- „Jeder irgendwie für sich allein“? Probleme und Chancen sozialer Interaktion am Arbeitsplatz. In: Zeitschrift für Soziologie, Jg.  22, 1993, H.  6, S. 416–433.
- Wissenschaftliche Autonomie und gesellschaftliche Parteilichkeit. Pierre Bourdieu als engagierter Intellektueller. In Effi Böhlke/Rainer Rilling (Hrsg.): Bourdieu und die Linke. Politik – Ökonomie – Kultur. Karl Dietz Verlag, Berlin 2007,  S. 17–42, ISBN 978-3-320-02112-2).
- Marx – ein Apokalyptiker der Moderne? In: Alexander K. Nagel u. a. (Hrsg.): Apokalypse. Zur Soziologie und Geschichte religiöser Krisenrhetorik, Campus, Frankfurt/New York 2008: Campus, S. 125–149. ISBN 978-3-593-38757-4.
- Deutsch-französischer Soziologietransfer. In: lendemains. Ètudes comparées/Vergleichende Frankreichforschung, 36.  Jg., 2011, Nr.  141, S. 6–17.
- Warum und wie betreibt man Soziologiegeschichte? In: Christian Dayé u. Stephan Moebius (Hrsg.): Soziologiegeschichte. Wege und Ziele, Suhrkamp, Berlin 2015, S. 112–146, ISBN 978-3-518-29744-5.
- Französische Intellektuelle über die Gelbwesten – kontroverse Positionen. In: Sozialismus, 46. Jg., 2019, Heft 5, S. 16–22.
- Westlicher Marxismus? – ein Besprechungsessay. In: Martin Endreß, Stephan Moebius (Hrsg.), Zyklos 7. Jahrbuch für Theorie und Geschichte der Soziologie. Springer VS, Wiesbaden 2023, ISBN 978-3-658-40858-9, S. 483–507.